# Internet Speculative Fiction Database
La Internet Speculative Fiction Database (ISFDB) es una base de datos de información bibliográfica sobre ciencia ficción y géneros relacionados como fantasía y horror. La ISFDB es un esfuerzo voluntario, donde tanto la base de datos como la interfaz wiki están abiertos a la contribución de los usuarios. La base de datos y el código están disponibles bajo una licencia Creative Commons, con soporte en Wikipedia e ISFDB para enlaces interproyecto.
Los datos son reutilizados por otras organizaciones, como Freebase, bajo la licencia Creative Commons.  Mientras que ISFDB es más que nada una base de datos de investigación bibliográfica, contiene también datos biográficos de libros, autores, series y editores que no alcanzan los estándares de relevancia de la Wikipedia.
La base de datos de ISFDB indexa autores, novelas, cuentos cortos, editores, y revistas. Adicionalmente incluye seudónimos de los autores, series, premios y artística de portadas, además de ilustraciones interiores combinando en forma integral biografías de autores, artistas y editores. Existe un creciente esfuerzo para acreditar la verificabilidad de los contenidos mediante fuentes bibliográficas secundarias con el objetivo de mejorar la exactitud de la cobertura del tema. Las estadísticas de la base de datos están disponibles en línea. ISFDB fue el ganador del premio Wooden Rocket 2005 en el rubro «Mejor sitio de directorio».
En 1998 Cory Doctorow escribió en Science Fiction Age: «La ISDFB continúa siendo la mejor guía sobre todo lo relacionado con la ciencia ficción». En abril de 2009 Zenkat escribió en Freebase: «Está ampliamente considerada como una de las fuentes con más autoridad sobre ciencia ficción disponible en Internet».
En abril de 2012 Quantcast estimaba que ISFDB era visitada por más de 76 000 personas al mes.
Como ejemplo en el mundo real de una base de datos no trivial, el esquema de archivos MySQL y Python de ISFDB se ha utilizado en varios tutoriales. El esquema y los datos se utilizaron en el capítulo 9 del libro Rails For Java Developers. también se utilizó en una serie de tutoriales de Lucid Imagination en Solr, una plataforma de búsqueda de negocios.

## Historia
Varios autores de ciencia ficción fueron posteados al grupo de noticias de USENET rec.arts.sf.written entre 1984 y 1994 por Jerry Boyajian, Gregory J. E. Rawlins y John Wenn. Se desarrolló en forma aproximada un estándar de formato bibliográfico para esta información, y muchos datos pueden aún encontrarse en el archivo de ciencia ficción Linköping.
En 1993 Al von Ruff desarrolló una base de datos indexada de premios. En 1994 John R. R. Leavitt creó la Speculative Fiction Clearing House (SFCH). A fines de 1994 solicitó ayuda para incluir información sobre premios, y von Ruff le ofreció sus herramientas de base de datos. Leavitt no aceptó porque necesitaba código que pudiera interactuar con otros aspectos del sitio. En 1995 Al von Ruff y Ahasuerus, un prolífico colaborador de rec.arts.sf.written, comenzaron a construir ISFDB, con base en la experiencia del SFCH y el formato bibliográfico completado por John Wenn. ISFDB se inició en septiembre de 1995, y su URL fue publicada en enero de 1996.
La base de datos se albergó primeramente en un ISP de Champaign, Illinois, pero hubo dificultades por el limitado espacio de disco y deficiencias en el soporte de la base, que limitaron su crecimiento.  En octubre de 1997 la base se mudó a SF Site. Debido a los altos costos de mantenerse en SF Site, ISDFB se mudó a su propio dominio en diciembre de 2002. El sitio colapsó rápidamente debido al alto uso de recursos.
En marzo de 2003, después de haber estado fuera de línea desde enero, ISDFB comenzó a hospedarse en The Cushing Library Science Fiction and Fantasy Research Collection and Institute for Scientific Computation en la Universidad de Texas A&M.
En 2007, luego de problemas de alojamiento de rec ursos con Texas AM, ISDFB comenzó a alojarse en un sitio independiente con un servidor contratado.
ISDFB fue editado originariamente por un número limitado de personas, pero en 2006 se abrió la edición para el público en general sobre una base de contenido abierto. El cambio de los contenidos debe ser aprobada por un número limitado de moderadores, con la intención de proteger la exactitud de la información.
A partir de septiembre de 2013, Quantcast estima que más de 67 400 personas visitaron ISFDB mensualmente. La base de datos, hasta el 1 de junio de 2025, contiene 2.380.108 títulos de historias únicas de 283 651 autores.